# Avengers Confidential : La Veuve noire et le Punisher
Série Marvel Anime
Iron Man : L'Attaque des technovores
(2013)
Pour plus de détails, voir Fiche technique et Distribution.
Avengers Confidential: La Veuve noire et le Punisher (アベンジャーズ コンフィデンシャル: ブラック・ウィドウ & パニッシャー), en anglais Avengers Confidential: Black Widow and Punisher est un film d'animation réalisé par Ken'ichi Shimizu, sorti en 2014 directement en DVD.
Il fait suite à la série Marvel Anime.

## Synopsis
Nick Fury envoie la Veuve noire et le Punisher en mission spéciale pour le compte du SHIELD.

## Fiche technique
Sauf indication contraire, les informations mentionnées dans cette section peuvent être confirmées par les bases de données cinématographiques IMDb et Allociné,  présentes dans la section « Liens externes ».
- Titre original : アベンジャーズ コンフィデンシャル: ブラック・ウィドウ & パニッシャー
- Titre anglophone : Avengers Confidential: Black Widow and Punisher
- Titre : Avengers Confidential : La Veuve noire et le Punisher
- Réalisation : Ken'ichi Shimizu
- Scénario : Mitsutaka Hirota, d'après une histoire de Marjorie Liu, d'après les personnages de Marvel Comics créés par Stan Lee et Jack Kirby
- Musique : Tetsuya Takahashi
- Direction artistique : Kazuyuki Hashimoto
- Son : Masafumi Mima, Toshihiko Nakajima, Kyoko Shimamura, Akifumi Takefushi, Yûji Tagami
- Montage : Kashiko Kimura et Mariko Tsukatsune
- Production : Megan Thomas Bradner, Scott Dolph, Taro Morishima et Harrison Wilcox
  - Coproduction déléguée : Stan Lee
- Animation : Yoshio Chatani, Toshiyuki Hashimoto, Futoshi Higashide, Eizô Kawada, Soung-Cheol Ko, Eiji Komatsu, Shinichi Kurita
- Sociétés de production[1] :
  - États-Unis : Marvel Comics, Marvel Animation, Columbia Pictures et The Walt Disney Company
  - Japon : Madhouse et Sony Pictures Entertainment
- Société de distribution : Sony Pictures Home Entertainment (États-Unis - DVD)
- Budget : n/a
- Pays de production :  États-Unis,  Japon
- Langues originales : anglais, japonais
- Format[2] : couleur
- Genres : animation, action, aventures, science-fiction, super-héros
- Durée : 83 minutes
- Dates de sortie[3] :
  - États-Unis : 11 mars 2014 (sortie sur Internet) ; 25 mars 2014 (sortie directement en DVD)
  - Japon : 25 mars 2014 (sortie directement en DVD)[4]
  - France : 20 août 2014 (sortie directement en DVD)[5]
- Classification[6] :
  - États-Unis : accord parental recommandé, film déconseillé aux moins de 13 ans (PG-13 - Parents Strongly Cautioned)[Note 1]
  - France : tous publics (conseillé à partir de 12 ans)[7]

## Distribution
| Personnages                                                                 | Voix originales anglaises | Voix originales japonaises | Voix françaises       |
| --------------------------------------------------------------------------- | ------------------------- | -------------------------- | --------------------- |
| Natasha Romanoff / la Veuve noire                                           | Jennifer Carpenter        | Miyuki Sawashiro           | Valérie Lemaître      |
| Frank Castle / le Punisher                                                  | Brian Bloom               | Tetsuaki Genda             | Martin Spinhayer      |
| Nick Fury                                                                   | John Eric Bentley         | Hideaki Tezuka             | Jean-Marc Delhausse   |
| Elihas Starr                                                                | Grant George              | Hiroki Higashichi          | Philippe Allard       |
| Caïn / Kane en japonais                                                     | Kyle Hebert               | Ryuzaburo Otomo            | Alain Eloy            |
| Maria Hill                                                                  | Kari Wahlgren             | Junko Magawa               | Delphine Moriau       |
| Amadeus Cho                                                                 | Eric Bauza                | Daisuke Namikawa           | Gauthier de Fauconval |
| Orion                                                                       | J. B. Blanc               | Masashi Sugawara           | Michelangelo Marchese |
| Hulk                                                                        | Fred Tatasciore           | Yuichi Karasuma            | Claudio Dos Santos    |
| Tony Stark / Iron Man                                                       | Matthew Mercer            | Keiji Fujiwara             | Thierry Janssen       |
| Ren / Len en japonais                                                       | Fred Tatasciore           | Nao Izumi                  | Claudio Dos Santos    |
| Clinton « Clint » Barton / Œil-de-faucon (« Hawkeye » en version originale) | Troy Baker                | Zhouping Sakaguchi         |                       |
| La femme japonaise                                                          |                           |                            | Jacqueline Ghaye      |

## Accueil
Cliff Wheatley pour IGN a qualifié le film de complexe et efficace